# Охота и любовь
«Охота и любовь» (фр. La Chasse et l'Amour) — водевиль, написанный совместно Александром Дюма-отцом, Адольфом де Лёвеном и Пьером-Жозефом Руссо. Первое из произведений Дюма, поставленных на сцене (в 1825 году). Его герой — провинциальный французский буржуа эпохи Генриха IV, который устраивает охоту, чтобы понравиться будущему тестю.

## Создание и оценки
Пьеса была написана в 1825 году. 23-летний Александр Дюма тогда начинал парижскую жизнь, работая в канцелярии Луи-Филиппа, герцога Орлеанского, был поклонником театра и автором пьесы «Страсбургский майор», которая не ставилась на сцене и не публиковалась. Совместно с другом Адольфом де Лёвеном и Пьером-Жозефом Руссо он создал одноактный водевиль «Охота и любовь» (каждый из авторов написал треть текста), который был поставлен на сцене театра Амбигю-Комик 22 сентября 1825 года. Дюма, подписавшийся Дави де ла Пайетри (это фамилия его предков по мужской линии), получил гонорар в 300 франков, что составляло для него тогда внушительную сумму: это было жалованье клерка за три месяца.
Пьеса была опубликована в 1974 году Фернаном Бассаном в составе «Театрального сборника» (Theatre complet).
Биограф Дюма Андре Моруа характеризует «Охоту и любовь» как «пьеску пошловатую и посредственную, хотя в ней и было несколько довольно занятных карикатур на охотников Вилле-Котре» (малой родины Дюма).